# Ken'ichirō Kobayashi
Ken-Ichiro Kobayashi né le 9 avril 1940 à Iwaki, dans la préfecture de Fukushima, est un chef d'orchestre japonais.

## Carrière
Il fait ses études musicales à l'Université des beaux-arts et de musique de Tokyo de 1960 à 1964. Il travaille la direction d'orchestre et la composition puis remporte en 1970 le concours international Min-On de Tokyo. Il dirige dès 1972 l'Orchestre symphonique de Tokyo puis remporte deux ans plus tard le concours international de musique de Budapest. Il devient le chef titulaire de l'Orchestre symphonique métropolitain de Tokyo et en 1985 de l'Orchestre symphonique de Kyoto. Il enseigne au Tokyo college of music. Il dirige en Europe notamment l'Orchestre philharmonique d'Amsterdam et en Hongrie où en 1987 il est nommé chef titulaire de l'Orchestre de la Philharmonie nationale hongroise jusqu'en 1997. En 1998 il est nommé directeur musical général de l'Orchestre philharmonique de Nagoya puis de 2001 à 2003 son directeur musical..